# Goede tijden, slechte tijden (seizoen 35)
Het vijfendertigste seizoen van Goede tijden, slechte tijden startte op 26 augustus 2024. De uitzendingen werden van maandag t/m donderdag uitgezonden op RTL 4. 

## Verhaal

### Tamara speelt dubbelspel
Als Marwan El Amrani ziet dat Tamara Schut iemand tegen de grond werkt begint hij te twijfelen aan Tamara. Tamara weet Marwan af te wimpelen door te zeggen dat ze de oortjes voor kantoor test en dat de man in de lift een stalker was. Echter als Marwan haar met haar 'echtgenoot' betrapt terwijl ze camera's op hangen in een hotelkamer wilt hij meer weten en achtervolgt hij hun. Tamara, haar 'echtgenoot' en meneer van Groeningen (de hoge baas van de Rozenboom) blijken samen ergens aan te werken. Als Marwan hier Tamara op een later moment op aanspreekt geeft ze aan dat zij en Ewald eigenlijk als undercover bewakers werken voor de aankomende miljonairsfair, omdat er een beroving verwacht wordt. 
Als op de miljonairsfair de verlichting uitvalt slaat Marwan het beveiligingsglas van het collier in en geeft het collier aan Tamara, zodat zij het veilig kan stellen. Vervolgens vertrekt Tamara. Als later het telefoonnummer van Tamara blijkt te zijn afgesloten wordt het duidelijk dat Tamara, Ewald en meneer van Groeningen achter de beroving zaten. Even later wordt Marwan gearresteerd aangezien hij het beveiligingsglas heeft ingeslagen. Marwan verklaart meermaals tegenover rechercheur Alex de Boer dat hij niet achter de beroving zat en Tamara hem had wijsgemaakt dat ze van de beveiliging was. Echter wordt Marwan hierin niet geloofd. Uiteindelijk lukt het Marwan om een pistool van een politieagent af te pakken en schiet zichzelf in zijn been in de hoop dat Tamara naar Meerdijk zal komen. Als Marwan in het ziekenhuis ligt zoekt Tamara hem 's nachts op en laat en briefje achter met de tekst "Ik maak het goed met je". Even later wordt Merel Verduyn ontvoerd door Tamara en dwingt haar een verklaring op te nemen waarin ze Marwan zijn onschuld bekent. Als Merel even later deze verklaring aan Alex overhandigd wordt Marwan vrijgelaten.

### Sam is terug uit Amerika
Wanneer Linda denkt dat er een zwerver op de woonboot van Luuk Bos slaapt appt ze Janine Elschot dat ze snel moet komen. Als ze een bak water over de “zwerver” heen gooit blijkt het Sam te zijn. Ze keerde vanuit Vancouver terug omdat haar ex Justin vreemd is gegaan en trekt bij Linda in. Sam is echter erg agressief naar haar moeder toe en slaat haar regelmatig als ze haar zin niet krijgt. Uiteindelijk gaat dit zo ver dat Sam haar moeder het ziekenhuis inslaat. Sam biedt haar excuses aan Linda aan en belooft in therapie te gaan, als Sam haar eerste afspraak afzegt zet Linda haar de boot uit. Hierop vertrekt Sam weer uit Meerdijk.
Als Luuk terug komt uit Kenia gaat hij op zoek naar Sam. Als blijkt dat Sam niet terug is gekeerd naar Amerika maar nog in Nederland is zoekt hij haar op. Sam vertelt hem dat ze niks meer met haar moeder of Luuk te maken wil hebben. Een paar dagen later krijgt Luuk een telefoontje van Sam dat ze toch met hem wil praten. Dit blijkt te gaan om een zakelijk voorstel voor de start van een sportschool. Luuk gaat akkoord onder voorwaarde dat ze alsnog in therapie gaat.

### Jessica is terug
Na 25 jaar keert Jessica Harmsen terug naar Meerdijk om haar jeugdliefde Julian Verduyn te bezoeken. Als Jessica haar dochter Bizou Pascal opeens ook naar Meerdijk komt, vertelt ze aan Julian in vertrouwen dat Julian de vader is van Bizou. Na een aantal weken vertrekt Jessica weer uit Meerdijk en blijft Bizou achter zonder te weten dat Julian haar vader is.

### Wraakplan van Valentijn
In juni 2025 blijkt dat Valentijn Sanders weer uit de gevangenis is gekomen en dat zijn vader Nick Sanders is overleden in de gevangenis, hierdoor wilt Valentijn wraak nemen op zijn familie. Dit doet hij samen met zijn oud-gevangenisgenoot Andrea Brancati en Nick zijn laatste vrouw Henriëtte Castro. Mede door zijn plan draait Nina bijna door, gaan Ludo en Janine uit elkaar en gaat Stefano fysiek achteruit. Op het hoogte punt heeft Valentijn zijn opa Ludo gevangen in een Belgisch kasteel en lokt hij de familie Sanders daar naar toe. Onder druk probeert Ludo de familie wijs te maken dat ze Valentijn moeten accepteren en dat hij een positie krijg binnen het veilinghuis. Als Bing binnen komt wordt Valentijn ontmaskerd en biecht alles op. Wanneer ieder familielid dit op zijn eigen manier verwerkt, neemt Stefano het heft in eigen handen. Stefano wilt Valentijn buiten het kasteel neerschieten, de eerste kogel die door Valentijn zijn schouder gaat raakt tevens een gastank. Door het afschieten van de tweede kogel ontploft de tank en is het onbekend of beide dit hebben overleefd.

## Hoofdrollen

### Aanvang
Het vijfendertigste seizoen telt 180 afleveringen (aflevering 6936-7115).
| Acteur                | Personage        | Afleveringen          |
| --------------------- | ---------------- | --------------------- |
| Jette van der Meij    | Laura Selmhorst  | 6936–6943 • 6956–7115 |
| Caroline De Bruijn    | Janine Elschot   | Hele seizoen          |
| Erik de Vogel         | Ludo Sanders     | Hele seizoen          |
| Everon Jackson Hooi   | Bing Mauricius   | 6936–7047             |
| Marly van der Velden  | Nina Sanders     | Hele seizoen          |
| Ferri Somogyi         | Rik de Jong      | 6936–7109             |
| Bertrie Wierenga      | Shanti de Jong   | 6936–6975             |
| Cas Jansen            | Julian Verduyn   | Hele seizoen          |
| Sophie Bouquet        | Merel Verduyn    | 6945–7003             |
| Ingmar van den Broek  | Steef Verduyn    | 6966–7115             |
| Johnny Kraaijkamp jr. | Henk Visser      | Hele seizoen          |
| Hassan Slaby          | Marwan El Amrani | Hele seizoen          |
| Bas Muijs             | Stefano Sanders  | Hele seizoen          |
| Babette van Veen      | Linda Dekker     | 6952–7115             |
| Kees Boot             | Luuk Bos         | 6954–6994 • 7086–7115 |
| Noa Jacobus           | Nola Sanders     | Hele seizoen          |
| Jasmine Sendar        | Elisa Rosalia    | Hele seizoen          |
| Mingus Claessen       | Troj Veerman     | 6936–6940 • 6972–7115 |

### Nieuwe rollen
De rollen die in de loop van het seizoen werden ge(re)ïntroduceerd als belangrijke personages
| Acteur          | Personage      | Afleveringen |
| --------------- | -------------- | ------------ |
| Noa Zwan        | Demi Verduyn   | 7000–7115    |
| Cheyenne Löhnen | Bizou Pascal   | 7030–7115    |
| Margo Dames     | Elly Kuperus   | 7089–7103    |
| Jolijn Henneman | Shanti de Jong | 7113–7115    |

## Bijrollen
| Acteur                 | Personage              | Afleveringen                          |
| ---------------------- | ---------------------- | ------------------------------------- |
| Diyah Salem            | Manu Mauricius         | 6936–7047                             |
| Bart Peereboom         | Marcel Boeve           | Hele seizoen                          |
| Dennis Honhoff         | Barry Lansink          | Hele seizoen                          |
| Michael de Roos        | Alex de Boer           | Hele seizoen                          |
| Verschillende kinderen | Max Mauricius          | Hele seizoen                          |
| Ortál Vriend           | Tamara Schut           | 6936–6955 • 6980                      |
| Edwin Jonker           | Richard van Nooten     | 6936–6961                             |
| Steef Cuijpers         | Willem Roest           | 6936–6941                             |
| Myrthe Burger          | Bo Jansen              | 6936–6938                             |
| Bartho Braat           | Jef Alberts            | 6940–6943                             |
| Jozefien Berings       | Fay                    | 6944–6987                             |
| Juliette van Ardenne   | Amber "Rosie" de Wilde | 6948–7026                             |
| Michiel Nooter         | Bart Koster            | 6952–7002                             |
| Chantal Bruinsma       | Benthe Dieleman        | 6969–6994                             |
| Ed Nouwen              | Raoul Dieleman         | 6987 • 7018-7019 • 7107 • 7111 • 7115 |
| Tamara Brinkman        | Saskia Verduyn         | 7000                                  |
| Verschillende kinderen | Tom Verduyn            | 7000–7115                             |
| Stijn Fransen          | Sam Dekker             | 7005–7051 • 7095–7113                 |
| Esther Bolte           | Angela van Dam         | 7020 • 7104                           |
| Katja Schuurman        | Jessica Harmsen        | 7025–7039                             |
| Adriaan Laureano       | Andrea Brancati        | 7029–7115                             |
| Puck Pomelien Busser   | Henriëtte Castro       | 7035–7073 • 7103–7115                 |
| Tom Afman              | Ruud van Veen          | 7043–7080 • 7102                      |
| Wilbert Gieske         | Robert Alberts         | 7045–7053                             |
| Soy Kroon              | Sil Selmhorst          | 7047                                  |
| Martijn van der Veen   | Joachim Franz Bachmann | 7086-7105 • 7115                      |
| Rick Nicolet           | Elisabeth              | 7088–7093                             |
| Leandro Ceder          | Bing Mauricius         | 7097–7115                             |
| Vincent Visser         | Valentijn Sanders      | 7112–7115                             |
| Verschillende kinderen | Olivia de Jong         | 7113–7115                             |

## Achtergrond
Voor dit jubileumseizoen keerden meerdere oud-acteurs van de soap terug, waaronder Bartho Braat als Jef Alberts, Juliette van Ardenne als Amber "Rosie" de Wilde, Tamara Brinkman  als Saskia Verduyn, Noa Zwan als Demi Verduyn, Stijn Fransen als Sam Dekker, Wilbert Gieske als Robert Alberts, Soy Kroon als Sil Selmhorst en Vincent Visser als Valentijn Sanders. Tevens keerde Katja Schuurman na ruim 25 jaar terug als Jessica Harmsen.
Actrice Bertrie Wierenga verliet oorspronkelijk tijdelijk de soap in verband met haar zwangerschap, echter nadat haar dochter geboren was kwam ze tot de conclusie dat ze niet meteen fulltime wilde werken om meer tijd met haar dochter te hebben. Parttime werken bij Goede tijden, slechte tijden was niet mogelijk waardoor Wierenga niet terugkeerde; het personage keerde echter wel terug en werd overgenomen door actrice Jolijn Henneman.